# Les Chères
Les Chères település Franciaországban, Rhône megyében. Lakosainak száma 1504 fő (2022. január 1.). Les Chères Quincieux, Chasselay, Chazay-d'Azergues, Lissieu, Lucenay, Marcilly-d'Azergues és Morancé községekkel határos.

## Népesség
A település népességének változása:
| Lakosok száma | 1440 | 1449 | 1478 | 1453 | 1448 | 1448 | 1505 | 1506 | 1504 |
|               | 2013 | 2015 | 2016 | 2017 | 2018 | 2019 | 2020 | 2021 | 2022 |